# Воронин, Лев Геннадиевич
Лев Генна́диевич Воро́нин (род. 8 июня 1971 года, Астрахань) — советский и российский гандболист, тренер, спортивный функционер. Олимпийский чемпион 2000 года, чемпион мира 1997 года, чемпион Европы 1996 года. Заслуженный мастер спорта России (1997). За сборную России провёл более 100 матчей. В настоящее время — генеральный директор Федерации гандбола России. Кавалер ордена Дружбы (2001).
В России выступал за астраханское «Динамо», в составе которого становился призёром чемпионатов СССР и России. В 1998 году, уже будучи чемпионом мира и Европы в составе сборной России, уехал в Германию, где 10 лет играл за гандбольную команду клуба «Фризенхайм» из города Людвигсхафен-ам-Райн, которая выступала во второй Бундеслиге. В 2008 году вернулся в Россию и полсезона 2008/09 отыграл за «Зарю Каспия» (бывшее астраханское «Динамо»).
С января 2009 года до лета 2010 года был главным тренером гандбольного клуба «Заря Каспия».
С 2010 года был тренером гандбольного клуба «Пермские медведи». Летом 2013 года бессменный наставник «Пермских медведей» Игорь Пастухов перешёл на работу с командами резерва, а в должности главного тренера был утверждён Лев Воронин. В сезоне 2015/16 пермский клуб занял второе место в чемпионате России. В 2015 году стал помощником главного тренера мужской сборной России Дмитрия Торгованова, после чемпионата мира 2017 года оставил свою должность в сборной, чтобы сконцентрироваться на работе в Федерации гандбола России.
С июля 2016 года являлся исполняющим обязанности генерального директора Федерации гандбола России, сменив на этом посту Михаила Крючкова. В декабре 2016 года был утверждён на этой должности в ходе отчётной конференции ФГР.
Женат, сыновья Леонид и Максим. Леонид также занимался гандболом, играл в российской Суперлиге.

## Достижения
- олимпийский чемпион 2000 (вошёл в символическую сборную турнира)
- чемпион мира 1997
- серебряный призёр чемпионата мира 1999
- чемпион Европы 1996
- серебряный призёр чемпионата Европы 2000